# Паперня (Конецький повіт)
Паперня (пол. Papiernia) — село в Польщі, у гміні Фалкув Конецького повіту Свентокшиського воєводства.
Населення — 64 особи (2011).
У 1975-1998 роках село належало до Пйотрковського воєводства.

## Демографія
Демографічна структура на день 31 березня 2011 року:
|          | Загалом | Допрацездатний вік | Працездатний вік | Постпрацездатний вік |
| -------- | ------- | ------------------ | ---------------- | -------------------- |
| Чоловіки | 31      | 2                  | 27               | 2                    |
| Жінки    | 33      | 4                  | 20               | 9                    |
| Разом    | 64      | 6                  | 47               | 11                   |